# Super Prestige Pernod 1966
De Super Prestige Pernod 1966 was de achtste editie van dit regelmatigheidsklassement in het wielrennen. Ten opzichte van vorig seizoen telde de kalender drie wijzigingen: het Circuit du Provençal en de GP du Parisien hielden op te bestaan. Daarentegen leverde de Grand Prix du Midi Libre wel weer punten op voor het klassement (voor het eerst sinds 1961). In totaal waren er achttien wedstrijden die in 1966 meetelden voor de Super Prestige Pernod.
Het eindklassement werd voor de vierde (en laatste) keer gewonnen door Jacques Anquetil, een prestatie die enkel Eddy Merckx en Bernard Hinault later ook zouden bereiken. Merckx behaalde dit jaar zijn eerste zege in een wedstrijd die meetelde voor dit klassement (Milaan-Sanremo) en eindigde als beste Belg in het klassement (zesde).
Anquetil won drie wedstrijden, waaronder de Grote Landenprijs. Hij won deze tijdrit voor de negende en laatste keer; een record dat bleef staan tot en met de laatste editie van deze koers in 2004. In het eindklassement had Anquetil elf punten meer dan Felice Gimondi, die drie belangrijke eendagswedstrijden op zijn naam schreef. Raymond Poulidor eindigde als derde in de eindstand. Behalve de Super Prestige Pernod werden er nog twee andere prijzen uitgereikt: de Prestige Pernod voor Franse renners en de Promotion Pernod voor Franse renners onder de 25 jaar.

## Wedstrijden
| Datum           | Koers                                        | Winnaar                |
| --------------- | -------------------------------------------- | ---------------------- |
| 8–15 maart      | Parijs-Nice (1966)                           | Jacques Anquetil       |
| 20 maart        | Milaan-San Remo (1966)                       | Eddy Merckx            |
| 9 april         | Ronde van Vlaanderen (1966)                  | Ward Sels              |
| 17 april        | Parijs-Roubaix (1966)                        | Felice Gimondi         |
| 24 april        | Parijs-Brussel (1966)                        | Felice Gimondi         |
| 29 april        | Waalse Pijl (1966)                           | Michele Dancelli       |
| 2 mei           | Luik-Bastenaken-Luik (1966)                  | Jacques Anquetil       |
| 28 april–15 mei | Ronde van Spanje (1966)                      | Francisco Gabica       |
| 19 mei          | Bordeaux-Parijs (1966)                       | Jan Janssen            |
| 18 mei–9 juni   | Ronde van Italië (1966)                      | Gianni Motta           |
| 4–11 juni       | Critérium du Dauphiné Libéré (1966)          | Raymond Poulidor       |
| 13–16 juni      | Grand Prix du Midi Libre (1966)              | Jean-Claude Theillière |
| 21 juni–14 juli | Ronde van Frankrijk (1966)                   | Lucien Aimar           |
| 28 augustus     | Wereldkampioenschap op de Nürburgring (1966) | Rudi Altig             |
| 2–4 september   | Parijs-Luxemburg (1966)                      | Anatole Novak          |
| 25 september    | Grote Landenprijs (1966)                     | Jacques Anquetil       |
| 9 oktober       | Parijs-Tours (1966)                          | Guido Reybrouck        |
| 22 oktober      | Ronde van Lombardije (1966)                  | Felice Gimondi         |

## Eindklassementen

### Individueel
| Plek | Renner           | Punten |
| ---- | ---------------- | ------ |
| 1    | Jacques Anquetil | 235    |
| 2    | Felice Gimondi   | 224    |
| 3    | Raymond Poulidor | 213    |
| 4    | Jan Janssen      | 205    |
| 5    | Lucien Aimar     | 120    |
| 6    | Eddy Merckx      | 118    |
| 7    | Francisco Gabica | 115    |
| 8    | Rudi Altig       | 100    |
| 9    | Guido Reybrouck  | 88     |
| 10   | Willy Planckaert | 87     |

- Prestige Pernod: Raymond Poulidor
- Promotion Pernod: Lucien Aimar

1959 · 1960 · 1961 · 1962 · 1963 · 1964 · 1965 · 1966 · 1967 · 1968 · 1969 · 1970 · 1971 · 1972 · 1973 · 1974 · 1975 · 1976 · 1977 · 1978 · 1979 · 1980 · 1981 · 1982 · 1983 · 1984 · 1985 · 1986 · 1987